# Stenocercus angulifer
Espèce
Synonymes
- Liocephalus angulifer Werner, 1901

Stenocercus angulifer est une espèce de sauriens de la famille des Tropiduridae.

## Répartition
Cette espèce est endémique de l'Est de l'Équateur.

## Publication originale
- Werner, 1901 : Über reptilien und batrachier aus Ecuador und Neu-Guinea. Verhandlungen der kaiserlich-königlichen zoologisch-botanischen Gesellschaft in Wien, vol. 51, p. 593-614 (texte intégral).